# 柯文哲政治獻金案
柯文哲政治獻金案，臺灣台北地檢署稱政治獻金公益侵占案與挪用眾望基金會款項案，為2024年中華民國總統選舉後所爆發的爭議事項。起因為監察院在選舉後的2024年7月公佈各候選人的財務報表，其中代表台灣民眾黨參選的黨主席柯文哲遭指控其申報的政治獻金與實情不符、並與多間公司間具有不當連結。
目前相關案件已進入司法調查程序，多位民眾黨黨員亦遭黨內處分。柯文哲於8月29日宣布暫休黨主席職務3個月並接受黨內調查，隔日則因涉京華城案經廉政署帶返台北地檢署接受刑事調查，並於9月5日被移送臺北看守所羈押禁見。12月時台北地檢署將該案與京華城案合併，一併起訴相關人等。10月25日，柯文哲隨行秘書許芷瑜因未到案，遭發布通緝。
隔年3月，監察院在查核後認定柯文哲與台灣民眾黨違反政治獻金法，對柯文哲裁罰374萬元並沒入約5500萬元的不法所得，會計師端木正移付懲戒。而其餘爭議仍有部分辦理中。

## 事件起因
7月18日，監察院公布2024總統與立委大選各候選人政治獻金會計報告書。台灣民眾黨正副總統候選人柯文哲、吳欣盈的收支結算表中，收入新臺幣4億697萬4,802元、支出3億4,663萬1,953元，餘額6,034萬2,849元。
8月6日，民眾黨前幕僚吳靜怡指控柯文哲刻意營造貧窮人設募款、將選舉經費以授權方式轉入私人公司「木可公關」，並透過販賣競選小物獲取不法利益。民眾黨則回稱吳胡亂臆測，「竹蒿湊菜刀」。
8月8日，記者黃暐瀚進一步質疑柯文哲的權利金金流，是從他的政治獻金專戶，轉入製作競選小物的木可公關；而非常理的從製作競選小物的木可公關，轉到柯文哲的政治獻金專戶。民眾黨則回稱帳目上的授權費不是授權，而是多項業務管理費用。與此同時，網紅四叉貓在臉書發文質疑柯文哲委託尼奧創意行銷辦理1月13日「新莊總部開票之夜」的金額（1,365萬元）並不合理。民眾黨則回應尼奧方面的費用是統合1月6日、7日及13日競選活動的總費用合併申報。
8月9日，承辦造勢活動的時樂公司發布聲明，指出民眾黨申報資料中的500萬元，並非該公司承接業務。尼奧也聲明未收到申報資料中的2筆款項。兩間公司被民眾黨一共申報了3筆虛假支出，合計916萬4,311元。

## 財務連結

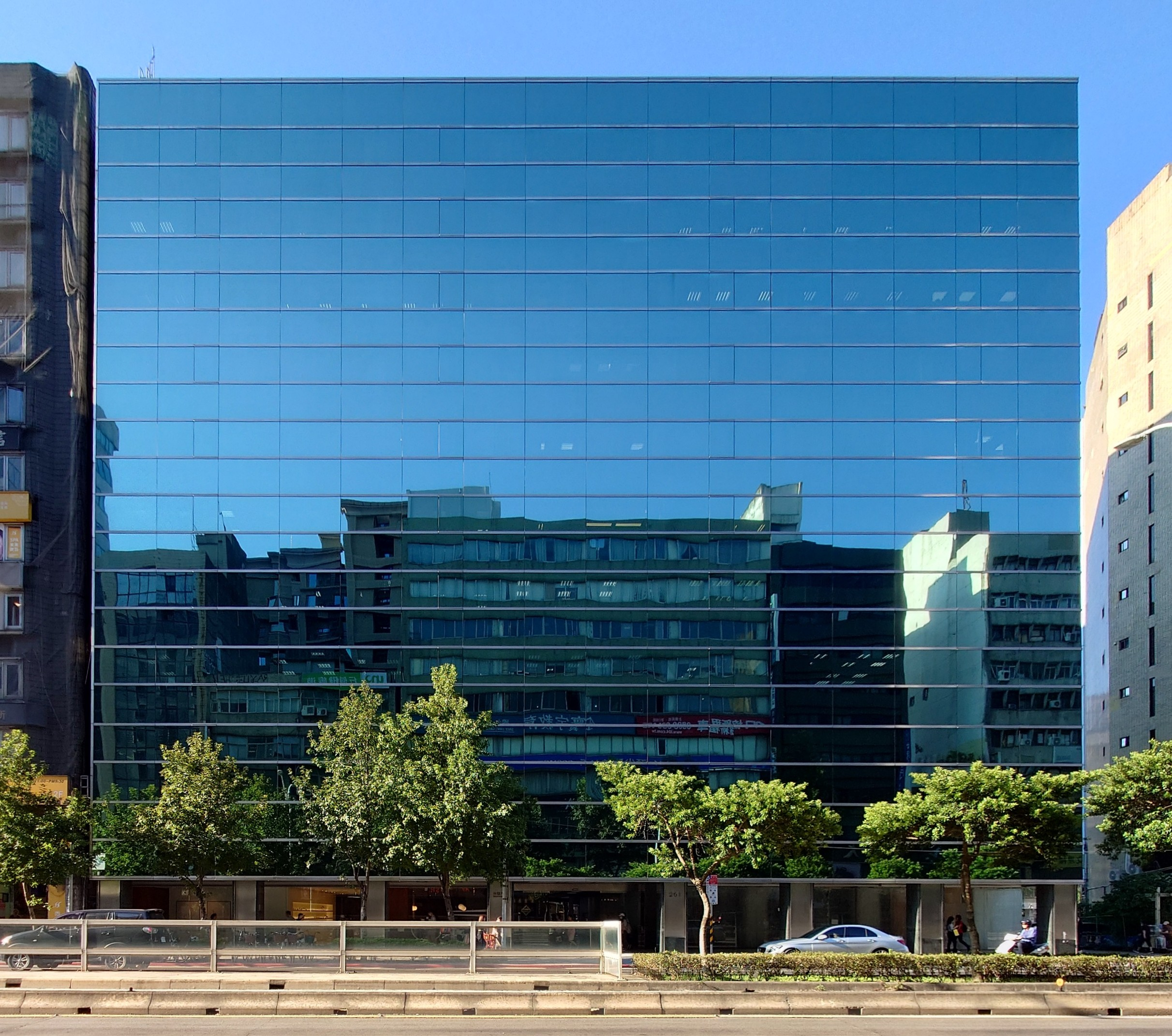
位於臺北市松山區的台玻大樓，業主為台灣玻璃工業，為台灣民眾黨中央黨部、柯文哲總統競選辦公室、眾望基金會、木可公關、智堯公司等關連組織所在地。

### 蒔間公司
蒔間有限公司成立於2017年4月，原名為軍宇國際有限公司。其業務為銷售多肉植物、並在2024年註冊「拼肉肉」商標。2023年7月公司更名，並於同年10月收到來自柯文哲的千萬餘資金，引發外界質疑。
8月13日，蒔間公司被揭露負責拍攝大選期間的「KP國是會議」系列14支影片，由在柯市府時期曾擔任悠遊卡公司董事長的戴季全負責，平均每集花費71萬元。

### 木可公關
木可公關位於北市台玻大樓，董事長為李文宗同時擔任柯辦財務長及柯文哲成立之眾望基金會董事長，代表人為其妹李文娟。李文宗因反向賺取1,300萬授權費引發外界質疑。民眾黨則回應其所為一切合法，並有向監察院申報。
8月12日，木可公關董事長李文娟發布聲明稿，公司即刻起暫停運作並開始清算，結餘將盡數捐給慈善團體。14日，北檢指揮調查局人員搜索木可公司。木可隨後再次發布發聲明稱帳務一切合法，望檢調能夠查明。
台北市議員林延鳳指出，何璦廷在木可公司工作，但她領取的是柯文哲競選總部的薪水。簡舒培則發現何璦廷疑似回捐款項給民眾黨，質疑猶如高虹安詐領助理費案。民眾黨則表示，競選期間何璦廷是競總員工，在離職後才至木可公關工作。
8月17日，網紅四叉貓發現柯競辦花費200萬元，向木可公司承租一台市價約20萬元的中古宣傳車。台北市議員鍾小平表示柯競辦應當誠實面對檢調可能會過問金流問題。林延鳳則質疑此舉是獨厚木可、並將木可形容為「柯文哲的小金庫」。
8月20日，柯競總志工、網紅朱蕙蓉表示，木可的商品都儲存於競總倉庫、並由男性志工幫忙搬運。她質疑競總聲稱支付給木可理貨和整貨費用的說法並不屬實，呼籲李文宗出面說明。

### 立鼎整合行銷公司
在選舉期間，立鼎公司受木可公關委託製作商品。立鼎總經理張俊堂和自稱前木可總經理的葉智光，指控木可公司拖欠立鼎1,300萬元。民眾黨黨工林昭印隨後在臉書發文，指責兩人造謠。木可董事長李文宗指出立鼎公司曾是其合作夥伴；雙方未簽合約，但競總和木可都沒欠立鼎任何款項。8月13日，木可公司表示將正式提告葉智光。隔日，葉智光與張俊堂前往臺北地檢署提告林昭印加重誹謗罪。
網紅四叉貓指出，鼎立公司於2023年12月23日捐贈柯文哲1萬8,768元，但資料顯示當天只有1萬元和8,768元兩筆匿名捐款。12月25日的2萬4,840元捐款也未被紀錄，只顯示1萬元、1萬元和4,840元三筆匿名小額。四叉貓質疑柯文哲可能將財團捐款拆分成小額匿名捐款，以掩蓋資金來源。

### 時樂、尼奧公司
時樂公司在總統選舉時負責柯文哲陣營的造勢活動，而尼奧公司則協辦由木可公關發包的柯文哲演唱會相關事務。兩間公司的負責人皆為戴利玲，其與民眾黨立委黃珊珊有深交、並藉此結識柯文哲。
在木可公關帳務遭揭露後，尼奧公司與時樂公司皆表示公司未收到民眾黨的費用。前民眾黨台南黨部主委蔡宛秦也表示是自己與台南市政府申請合法路權，根本沒有花錢。戴利玲則說明475萬元應為「製作費」或「執行費」，而非柯文哲申報的「場地費」。
起訴書中寫到，端木正向監察院提報時樂、尼奧公司等9筆不實交易，涉嫌違反行使業務上登載不實文書、準文書罪嫌。

### KP演唱會
2023年7月柯文哲於總統競選期間，以完成個人願望以及選舉募款為由，舉辦「KP SHOW」演唱會，由尼奧公司負責執行。演唱會現場票價為8,800元，同時舉辦線上直播票價500元。
2024年8月11日，外界質疑去年舉辦的「募款演唱會」，其收益未申報政治獻金。民眾黨發言人吳怡萱隨後表示演唱會是商業行為，而非募款。隔日，時任競選總幹事黃珊珊補充木可公司本年度總計已依法回捐民眾黨170萬元。籌辦演唱會的尼奧公司負責人戴利玲稱，當時黃珊珊指示其和木可公關簽約，在演唱會結束後將獲利轉予主辦單位木可公關。
起訴書提及，柯文哲、李文宗、李文娟涉嫌侵佔KP SHOW募款演唱會盈餘77萬166元。

### 智堯公司
8月9日，吳靜怡揭露柯文哲的兒子柯傅堯在木可公關旁以資本額10萬元設立「智堯資訊傳媒有限公司」，且民眾黨黨部、基金會、智庫皆位於同一地址的不同樓層。柯文哲的妻子陳佩琪澄清，由於她沒有經商經驗，想開一間咖啡廳作為民眾黨支持者的聚集地，但礙於自己公務員身分不得兼職，且直到9月底才退休，擔心趕不及開幕時間，因此暫時以他人名義設立公司，入資10萬元。此前她曾於8月4日表示將加入民眾黨成為民眾黨黨員。陳佩琪對此致歉，並已託人撤銷公司。然而，這些言論有開設人頭公司及違反公務員服務法的嫌疑。
8月10日，陳佩琪發言稱遭到檢舉，並承認自己有犯意但無犯行，請法院從輕量刑。隨後到了15日，她否認設人頭公司，表示自己無入資公司。而柯文哲則稱並非人頭公司，是父母幫小孩開公司。16日，陳佩琪進一步表示沒有幫兒子投入任何錢開公司，也無入資公司，承認犯意是反諷，沒有任何違法行為。
8月20日，陳佩琪被揭露於7月在立法院附近挑選多處價值上億元的住宅。她隨後表示，這是為兒子選擇結婚後的住處。外界質疑柯文哲夫婦利用居住正義的口號和政治獻金，使自己的家庭不受高房價影響，並欺騙選民。
8月21日，台北市立聯合醫院於中午會談陳佩琪。市長蔣萬安表示尊重聯醫，一切以法規程序辦理。聯醫晚間發佈聲明指出，經聽取陳述，認為資料不足，決定待司法調查結果公布後再度評議，最重可記過。
起訴書指出，柯文哲指示李文娟將450萬政治獻金匯到名下第一銀行帳戶，妻子陳佩琪又將其中244萬匯給兒子柯傅堯購買股票。

### 大愛素食天地
8月12日，台北市議員林延鳳發現柯文哲辦公室於2024年1月7日申報一筆96萬元的餐費，用餐地點是大愛素食天地，但這間餐廳卻早已停業，現為一家咖啡館，引發質疑。網紅四叉貓隨後指出，財政部資料顯示該店仍在營業中，並發現「小李快餐店」和「大愛素食天地」使用相同地址和統編，應該是同一個老闆所經營。
民眾黨立法院黨團主任陳智菡對此解釋稱，其中一筆發票原本應為9萬多元卻被誤記為96萬元。然而她的丈夫、民眾黨副秘書長許甫及柯辦發言人戴于文則解釋說96萬元是由於連續輸入兩筆帳目時，系統未清除上一筆數據，1筆為112年9月7日購買110元，1筆為113年1月7日購買960元，將「960」和「110」這兩個數字合併成「960110」，導致了錯誤的金額顯示，但並未進一步釐清收入支出短差如何彌平。
對此，台北市議員林延鳳再度提出質疑，詢問為何不同年份的發票會在同一天申報，以及為何數十萬的差額之前未被發現，並追問這些差額最終流向何處。

### 聲動創意
柯文哲競選團隊曾支付給聲動創意有限公司2,300萬元的宣傳費用，其中一筆500萬元的預算給了正聲廣播電台，高於市價50倍，引發爭議。聲動創意的負責人莫耀忠對此解釋，這筆2,300多萬元的費用是用於長達7個月的全國性廣播宣傳，涵蓋了超過30家的聯播網，並強調正聲廣播電台並非唯一的媒體平台，但因為申報資料中省略了「等」字，導致外界誤解。

### 新莊競辦
民眾黨新莊競選辦公室被揭露裝潢費用高達1,454萬元，租期僅5個月，總花費達1,824萬元，其中還包括81萬元的音響設備購置費用。外界估算該辦公室約80坪，裝潢費每坪達14萬元。民眾黨籍新北市議員陳世軒隨後解釋，實際承租範圍包含一樓和二樓，共約500坪。

### 面巾紙及菜瓜布費用
柯文哲競選總部被揭露申報900萬元面巾紙支出，柯文哲解釋因選舉緊急，價格可能高於市價1.2到1.3倍。民眾黨發言人吳怡萱表示，面巾紙項目還包括菜瓜布、運送等費用。隨後，另有400萬元被發現用於購買菜瓜布。
立委吳思瑤指出，她過去選舉印製面紙的成本約需數十萬元，對比民眾黨的花費，顯得極不尋常。台北市議員游淑慧表示，民眾黨前立委、宜蘭縣黨部主委陳琬惠曾私下抱怨想發面紙還得跟柯文哲購買，質疑收入的流向。

### SOGO百貨禮券
8月14日，媒體查出民眾黨用70萬元政治獻金買遠東SOGO禮券，並登載為年節職工福利。立委王定宇指出，政治獻金購買禮券並非不可以，但需明確支領者身份，是否為競選團隊仍需解釋。

### 影響力數據顧問公司
2023年9月26日，民眾黨向影響力數據顧問公司支付42萬元梗圖製作費。

### 眾望基金會
眾望基金會是柯文哲卸任台北市長後所創，由李文宗擔任董事長。該基金會被質疑未公布財報且可能與政治獻金案有關聯，檢調為此傳喚周榆修等人說明。
根據起訴書，柯文哲涉嫌挪用眾望基金會的慈善捐款827萬1095元支付薪水予周榆修等人，而他們實際工作多為民眾黨黨務及競選總統之選務工作。

## 現金捐贈及財務管理
柯文哲的政治獻金會計報告書中共有146,947筆個人捐款，其中現金捐贈佔比約百分之93，匿名捐贈佔比約百分之60，且在最後三個月，獲約2億元現金捐贈，引發質疑。報告中顯示，有310人持每年最高上限10萬元現金捐贈，31人持99,999元現金捐贈。柯文哲隨後解釋稱，這是因為匯款被誤選為現金捐款。然而，民眾黨使用的應援科技申報系統會自動紀錄匯款數據，若要修改，需額外手動調整。黃珊珊對此表示，會計和資料錄入都是委外處理，因此尚無法立即給出答案。黃珊珊查核後稱部分匿名是因為部分捐款人未索取收據，而部分匯款紀錄進到監察院的申報系統後變成現金捐款，原因不明。
根據各政黨申報的資料顯示，選舉期間薪資排名前20名的幕僚中，有12位來自民眾黨。在這些民眾黨幕僚中，發言人陳智菡的月薪最高，為20萬元。陳智菡表示，申報的薪資除了底薪外，還包括加班費等勞務報酬，並提到曾將部分薪水用於舉辦部門尾牙。然而，外界因此質疑民眾黨幕僚可能涉及將薪水回捐給民眾黨黨部。
8月15日，監察院公布2023年度政黨政治獻金會計報告書，民眾黨的選務費用支出、捐贈其推薦之公職候選人競選費用支出皆為0元。民眾黨發言人戴于文對此表示，民眾黨選務支出由政黨補助款支應，未從政治獻金中支付，相關經費可在內政部公開資料中查詢。民眾黨副秘書長許甫則解釋稱，民眾黨的選務支出約2,800萬元，分散在各部門的業務支出中，未單獨列為選務項目。民眾黨中央黨部雖然有替各提名候選人輔選，但並未編列相關預算，因此這兩項支出項目均為0元。
8月26日，台北市議員林延鳳揭露，柯文哲於5月10日以4,200萬元現金購買濟南大樓商辦並登記在其名下，且數月來對此事保持沈默，質疑其現金來源。柯文哲隨後表示，該私人辦公室是以選舉補助款購買，並指出民眾黨內規定，選舉補助款三分之一歸中央黨部，三分之二歸個人。然而，柯文哲曾承諾將選舉補助款用於政黨、走訪及公益。溫朗東指出，該商辦已出租給先發興業股份有限公司，且公司負責人桂焌傑為涉黑遭通緝的前立委羅福助的助手。桂焌傑則表示，他自2012年起租用此辦公室，並在6月得知辦公室已易主，原始租約與柯文哲無關。29日，柯文哲稱將以私益信託的方式將房產提供給民眾黨使用。
8月28日，鏡週刊揭露木可公司曾以肖像使用權的名義，匯款400多萬元到柯文哲的私人帳戶。民眾黨發言人吳怡萱解釋，該款項用於民眾黨黨務及公益事業，一切依照雙方合約進行；隔日民眾黨舉行記者會，稱木可公關公司於2022年底成立，柯文哲隨後將他的肖像權授權給木可公司，該公司再對外授權並收取授權金。然而，台灣選舉歷史上從未有人收取過肖像權利金，外界質疑柯文哲將政治獻金洗入私人帳戶。
起訴書中寫到，柯文哲為規避《政治獻金法》對支出用途的限制，以商業交易包裝其侵占行為。與木可公司簽定肖像權同意書，將其肖像權獨家授權給木可公司，隨後再由木可公司向競選辦公室簽訂「授權委託作業管理合約」。民眾黨以「肖像權授權金」為名，將共1,500萬元的政治獻金匯入木可公司帳戶，以此迂迴手段將政治獻金挪供柯文哲私人使用。
起訴書另指柯文哲涉嫌以支付木可公司員工薪資為名，侵占政治獻金共計124萬1,036元；侵占募款小物募款所得的政治獻金4,133萬5,588元；涉侵佔採風公司所捐與民眾黨的政治獻金共300萬元，並由李文娟以木可公司開具不實統一發票4張，交付予採風公司；侵佔基隆市副市長邱佩琳轉交包括基隆市長謝國樑母親等3人捐贈給民眾黨的政治獻金600萬元，轉入私人帳戶。以及匯款100萬元政治獻金給國際電影公司，投資邱姓男子的營利事業。

## 募款概況
柯文哲於2023年5月23日開通小額募款，單日募得3600萬，政治獻金餘額於5月28日初次突破1億元，餘額於9月2日達到最高點，為1億3500萬元。10月12日單日支出1400萬元，11月24日餘額達最低點，為5200萬元。11月27日民眾黨不分區立委參選人黃國昌發布「2024立委選戰募款－五百計畫」開直播助民眾黨募款，此時民眾黨政治獻金專戶餘額為5200萬，至次日募得逾1400萬元。2024年1月11日，柯文哲發起「一人200抖起來」募款活動，此時民眾黨政治獻金專戶餘額為7400萬，當日募得逾4800萬元。3月27日，黃國昌表示需向民眾黨繳交責任額，直播募款120萬元。

## 各界反應

### 台灣民眾黨
台灣民眾黨在8月12日召開記者會，陳智菡表示經查核後共有十數筆漏報支出，並稱帳務問題是因為會計師端木正擅自調節金額。財務長李文宗則稱他一切都不知情，將自請處分。端木正則聲明，對柯文哲政治獻金申報部分皆依法辦理。民眾黨則反稱端木正親口承認調節差額。
14日，民眾黨召開中央委員會，會中黃珊珊辭去中央委員。會後委員會決議將李文宗、黃珊珊、端木正移送中央評議委員會。同日，黃珊珊前往臺北地檢署告發端木正涉嫌偽造文書罪。黃珊珊表示，經內部查帳後發現，有17筆資料未如實登錄至監察院系統，導致存摺金額與帳面資料出現短差。黃珊珊指出，端木正解釋短差是因監察院申報時間來不及，為了趕時間，在沒有憑證及发票情況下，虛報並編造了9份上傳資料。
18日，柯文哲受訪表示，將啟動黨務改革，並成立善後小組，由黃珊珊擔任小組負責人。
19日，民眾黨召開政治獻金查帳記者會，黃珊珊表示競選總部申報存在重大瑕疵，並致歉稱將引入財務監督機制和電子帳務系統，確保帳目清楚。
20日，鏡週刊披露民眾黨於2024年4月7日向監察院提交政治獻金會計報告書，監察院官員在次日核查後，發現該報告書中收支數據存在約2,000萬元的差異，因此將報告書退回，並要求補正。7月3日，民眾黨重新提交了補正後的申報資料，補登內容包括被假報的時樂及尼奧等2家公司的3筆宣傳費用共916萬元，此事包括柯文哲及時任競選總幹事黃珊珊等人都知情。監察院隨後予以證實，並表示因本案正在內部查核，僅就程序性日期說明。
黃珊珊及陳智菡回應稱鏡週刊報導刻意誤導，捏造不實內容，柯文哲則表示自己並不知道。台北市議員林亮君指出，若發生這種情況，候選人需做「差額調節表」說明理由；但柯文哲辦公室在4月時收到監察院補正通知後，卻選擇灌水浮報帳目，並在事發後不斷表示自己並不知情，質疑柯文哲政治誠信。
當日下午，民眾黨召開中央評議委員會，邀時任競總總幹事的黃珊珊等3人出席，僅黃珊珊出席說明近2小時。會後，中評會決議將黃珊珊黨內停權3年，但仍繼續代表台灣民眾黨任不分區立法委員，而李文宗、端木正則開除黨籍。
23日，黃珊珊表示，已與調查局約定時間前往複印正本，並函請台北市會計師公會協助查核帳務。
27日，北市會計師公會透過說明稿表示，本案件經輪辦案件順序徵詢5位會員，均未獲意願接任，回覆臺灣民眾黨本案無人接任。
29日，民眾黨召開記者會，柯文哲表示將請假3個月暫離黨主席一職，並申請中評會調查，同時向支持者致歉。秘書長周榆修表示，將盡快邀集中央委員以及中評委會商代理主席人選。
2025年1月1日，柯文哲辭去黨主席一職。
1月11日，民衆黨於自由廣場舉辦「111釘孤枝！」活動，提出三大訴求：司法獨立性蕩然無存、被告權益不受保障、偵查不公開原則。
2月15日，黃國昌當選民眾黨主席。

### 民意調查
美麗島電子報於8月21日至8月23日間以1,082個樣本進行民調，大眾對民眾黨的反感度較7月時增加15.7個百分點至65.3%，達創黨來新高，也高於2015至2019年台灣民眾對中國共產黨的反感度。而對柯文哲本人的信任度為23.4%，不信任度為69.1%，自認是民眾黨支持者的民眾則為8.4%，較上個月下降5.5個百分點。
TVBS於8月20日至26日進行的民調顯示，若是再舉行一次總統選舉，賴清德將得到49%選票，較原先增加9個百分點；侯友宜為33%，維持不變；柯文哲從26%降低到18%，減少約118萬票；未表態的民眾為22.9%。相關數據表明政治獻金案已顯著影響柯文哲支持度。

## 刑事調查

### 司法調查
2024年8月12日，臺北地檢署基於此事攸關公共利益，決定主動將案件列為他字案，由檢肅黑金專組檢察官唐仲慶負責偵辦，深入釐清相關案情。
同日上午，中國國民黨籍台北市議員鍾小平前往台北地檢署，告發柯文哲等5人涉犯政治獻金法、洗錢防制法、背信、使公務人員登載不實等罪。台灣基進黨也於同日前往台北地檢署，正式告發柯文哲涉嫌違反政治獻金法、刑法偽造文書等罪。
8月14日，北檢指揮調查局人員，前往會計師端木正的事務所、台玻大樓、尼奧公司、時樂公司等7處進行搜索。民眾黨副秘書長許甫受訪表示，搜索部分不含民眾黨部和柯文哲辦公室，但民眾黨主動提交6箱憑證，盼能釐清真相。
同日，檢調單位以被告身分約談李文娟和端木正，並以證人身分傳喚李文宗、戴利玲等四人到案。經漏夜偵訊，檢察官認為端木正與李文娟涉偽造文書罪，諭令各200萬元、150萬元交保，均限制出境、出海及電子監控。另因端木正覓保無著，檢察官降保為100萬元。木可公司助理何璦廷以50萬元交保，李文宗、陳韋瑄及戴利玲均請回。
8月19日，鍾小平告發黃珊珊、關智宇涉嫌製作虛假民調，違反選舉罷免法。
8月27日，台北地檢署再次傳訊端木正的助理陳韋瑄，並進一步擴大調查範圍。
8月30日，檢廉搜索柯文哲與前台北市副市長彭振聲的住處，並將柯文哲接送到廉政署接受詢問，柯文哲妻子陳佩琪、彭振聲妻子謝夏蕎則以證人身份赴訊，晚間移送北檢複訊。檢廉在同日早上也搜索位於台玻大樓的柯文哲辦公室以及台灣民眾黨中央黨部等處，並且帶回證物。柯文哲因拒絕夜間偵訊並試圖離開偵查庭，被檢方當庭逮捕，其委任律師聲請提審但遭北院駁回，需要返回北檢繼續接受訊問。31日晚間，北檢認為柯文哲、彭振聲因涉嫌收受賄賂、圖利等罪且有滅證、串證之虞，向北院聲請羈押禁見。
9月2日凌晨3時，北院裁定柯文哲無保請回，彭振聲羈押禁見二個月。北院認為，檢察官所提事證難以證明柯文哲犯嫌重大，而彭振聲雖否認犯罪，但其嫌疑重大且有串證之虞，故裁定羈押禁見。
9月3日，北檢指揮調查局人員繼續偵查，並以被告身分傳喚李文宗。經漏夜複訊，檢察官認為李文宗涉偽造文書等罪，諭令以200萬元交保，並限制出境、出海及電子監控。 台北市議員鍾小平再向北檢提交相關情資，並透露與濟南大樓商辦的購置有關。同日，彭振聲的委任律師向法院提交抗告狀，並表示熟悉專業非都市計畫；柯文哲部分，北檢在補強證據後，向法院提出抗告狀。兩抗告案皆轉呈臺灣高等法院，並在當日晚間獲高院受理。
9月4日，臺灣高等法院合議庭認原裁定有瑕疵，檢方抗告成功，撤銷發回臺北地方法院更裁。彭振聲的抗告狀則因未經本人簽名、蓋章或按指印，高院認有瑕疵並通知補正，將待補正符合程序合法要件後，另行裁定。北院在隔日下午裁定柯文哲羈押禁見二個月，送往臺北看守所。
9月9日，柯文哲放棄抗告，羈押禁見裁定確定。
9月10日，北檢首次提訊柯文哲，訊問2.5小時後還押看守所；後9月13日、18日及26日，3度提訊；10月1日北檢第5度提訊，因柯文哲不願出庭應訊，另定庭期；10月16日，第6度提訊。
10月25日，北檢聲請延押柯文哲、彭振聲，並對柯文哲秘書許芷瑜發布通緝。
11月1日，北院裁定柯文哲延押禁見。柯文哲未提抗告而確定。
11月13日，北檢第7度提訊柯文哲。次日北檢表示因查出柯文哲、前競總財務長李文宗等人涉嫌以木可公司侵占政治獻金，向北院聲請扣押木可相關帳戶3883萬7712元獲准。
11月29日、12月11日、19日、20日，北檢第8、9、10、11度提訊柯文哲。
12月26日，台北地檢署以收賄、圖利、侵占、背信起訴柯文哲等人。
2025年3月29日，柯文哲因腎結石保外就醫，術後恢復良好。

### 監察院
監察院於8月13日發布新聞稿表示，已於8月12日派員查核，若查明有違反《政治獻金法》相關規定，將處以新台幣6萬元至120萬元不等的罰鍰。
此外，監察院指出，除了釐清這些檢舉所涉及的問題外，若在查核過程中發現會計師查簽違反相關規定，將依據監察院廉政委員會的決議，根據《會計師法》第63條的規定，報請會計師懲戒委員會進行懲戒。如發現其他犯罪嫌疑，則將依《刑事訴訟法》第241條的規定移送檢察機關偵辦。
黃珊珊表示，民眾黨會配合監察院調查，並將依法追究會計師責任。
隔年3月監察院發布報告，指柯文哲募款演唱會售票及透過木可公司販售競選小物共收入新台幣4,067萬8,453元未申報，另虛報1筆收入與86筆無交易事實的支出合計2,463萬719元，合計申報不實金額達6,530萬9,172元。裁處罰鍰180萬元，並沒入匿報金額。以授權費名義支付木可公司共1,500萬元，違反法定支出規定，亦遭加重處罰，裁罰180萬元，並沒入相關款項。因未返還不符資格的政治獻金，裁罰8萬元並沒入11萬5,435元。共164筆政治獻金未於法定期限內存入，裁罰6萬元。依據《政治獻金法》及《行政罰法》第18條，監察院共裁罰新台幣374萬元，並沒入5579萬餘元。會計師端木正移付懲戒。

## 案件關係人
| 姓名   | 經歷                                                                                     | 起訴罪名                                                                  | 求刑 |
| ------ | ---------------------------------------------------------------------------------------- | ------------------------------------------------------------------------- | --- |
| 柯文哲 | - 時任台灣民眾黨主席 - 民眾黨總統候選人                                                  | - 公益侵占罪（政治獻金公益侵占案） - 背信罪（挪用眾望基金會款項案）       | - 5年有期徒刑（政治獻金公益侵占案，周ＯＯ文等人所捐贈與民眾黨部分） - 6年有期徒刑（政治獻金公益侵占案，木可公司部分） - 2年6月有期徒刑（挪用眾望基金會款項案部分） |
| 陳佩琪 | 柯文哲妻子                                                                               |                                                                           | |
| 柯傅堯 | - 柯文哲兒子 - 智堯資訊傳媒有限公司負責人                                                |                                                                           | |
| 許芷瑜 | - 外號「橘子」 - 柯文哲隨行秘書 - 檢廉搜索前出境潛逃日本，後轉到澳洲，至今未到案遭通緝。 |                                                                           | |
| 黃國昌 | 現任民眾黨主席                                                                           |                                                                           | |
| 李文宗 | 時任競選辦公室財務長、柯文哲高中同學                                                     | - 公益侵占罪（政治獻金公益侵占案） - 背信罪（挪用眾望基金會款項案）       | - 5年有期徒刑（政治獻金公益侵占案） - 2年4月有期徒刑（挪用眾望基金會款項案）                                                                                       |
| 李文娟 | 木可公關公司負責人、李文宗胞妹                                                           | - 公益侵占罪（政治獻金公益侵占案） - 不實會計憑證罪（政治獻金公益侵占案） | - 請求法院量刑（政治獻金公益侵占案） |
| 端木正 | 民眾黨黨員、競選辦公室委任會計師                                                         | - 行使業務上登載不實文書罪（政治獻金專戶申報不實案）                      | - 1年有期徒刑（政治獻金專戶申報不實案） |
| 陳智菡 | 時任競選辦公室發言人、現任立法院黨團主任                                                 |                                                                           | |
| 許甫   | 中央黨部副秘書長、陳智菡丈夫                                                             |                                                                           | |
| 何璦廷 | 木可公關公司助理                                                                         | 不起訴                                                                    | |
| 李婉萱 | 木可公關公司窗口，代表木可公司跟立鼎公司洽談                                             |                                                                           | |
| 余孟苓 | 木可公關公司小編，薪水來自政治獻金                                                       |                                                                           | |
| 吳靜怡 | 暱稱「Grace」，前民眾黨黨員、吹哨者                                                      |                                                                           | |
| 林昭印 | 民眾黨組織發展部副主任                                                                   |                                                                           | |
| 戴利玲 | 尼奧、時樂公司負責人，黃珊珊友人                                                         |                                                                           | |
| 葉智光 | 暱稱「Sky」，自稱前木可公關公司總經理                                                    |                                                                           | |
| 張俊堂 | 立鼎整合行銷公司總經理                                                                   |                                                                           | |
| 簡雪如 | 蒔間有限公司創辦人                                                                       |                                                                           | |
| 關智宇 | 求真民調公司總經理                                                                       |                                                                           | |
| 吳怡萱 | 時任競選辦公室發言人、現任民眾黨新聞輿論部主任兼中央黨部發言人                           |                                                                           | |
| 黃瀞瑩 | 現任臺北市議員                                                                           |                                                                           | |
| 張志豪 | 現任臺北市議員                                                                           |                                                                           | |

## 外部連結
- 監察院 - 政治獻金公開查閱平臺 （页面存档备份，存于）